# Заозерье (Прионежский район)
Заозе́рье (карел. Därventagaine) — село в Прионежском районе Республики Карелия, административный центр Заозерского сельского поселения.

## Общие сведения
Расположено на северо-восточном берегу озера Логмозеро, вблизи Петрозаводска.

## История
Поселения на месте существующего села возникли до XVI века. Село составилось из деревень: Лехнаволок, Шликин-наволок (она же ещё ранее: д. Матфеевская Кирилки Перхина), Щелейки (ранее — Ермолин Наволок, Пидерлахта), Заостровье (ныне Коноши), Тихий Наволок (он же ранее д. Машковщина), Логморучей, Петрушин Наволок (ранее Патрушин-Наволок). С XVIII века деревни объединялись в Заозерскую волость в составе административной единицы: Шуйский погост. Входила также в состав Заозерья деревня Сулажгора (до начала XX века). В XIX веке деревни назывались Заозерским обществом в составе Шуйской волости Петрозаводского уезда Олонецкой губернии. (До 1858 года в Заозерскую волость входила деревня ныне находящаяся на южной оконечности Петрозаводска по дороге на Деревянное).
В Заозерской волости находился небольшой мужской монастырь Соломенская Петропавловская Пустынь, основанный старцем Касьяном около 1589 года, освящен храм Петра и Павла в 1589 году по благословению Митрополита Новгородского Александра. В 1764 году монастырь был упразднён и церковь стала приходским храмом для крестьян Заозерья. Местность, где находилась церковь с кладбищем посещалась крестьянами Заозерья и называлась Соломенским погостом, или коротко — Соломенное. Здесь пролив из озера Логмозеро в губу Онежского озера. Имелись несколько домов священнослужителей. В 1780 году построен ещё один храм — Во имя Сретения Господня с приделами: в честь Успения Божией Матери и в честь Царей Константина и Елены. В Шлыкин Наволоке имелась часовня во имя Святого Антония. Красота местности привлекала внимание городских жителей, расположенного в 6 вёрстах через губу Онежского озера, города Петрозаводска, а для отдыха чиновника Александровского завода была построена дача («мыза») на другой стороне от пролива.
В XIX веке с 1874 года крестьяне Заозерских деревень попросили своего приходского священника Петра Ильинского настоятеля Соломенского (он же Заозерского) крестьянского прихода подыскать арендатора, и вскоре отдали в аренду петербургскому лесопромышленнику и меценату И. Ф. Громову (почётный гражданин Петрозаводска) часть берега Логмозера для строительства лесопильного завода Соломенского, с условием, чтобы часть дохода поступала на благоукрашение приходских крестьянских церквей. Ныне сохранился храм Петра и Павла (с 1962 года в нём находился городской детсад), кладбище было разорено, храм на скале отремонтирован.
Приезжали работать на Соломенский лесопильный завод Громова ялгубские сезонные работники, а также рабочие из других мест, в том числе — из Великого княжества Финляндского. Появился посёлок. С 1977 года посёлок Соломенное в составе Петрозаводска.
Другие заводы в Заозерье — в XIX веке — кирпичный в Тихом наволоке, производство стеклянной посуды крестьянином Булдыриным, производство тарантасов, жжение угля на нужды заводов г. Петрозаводска и его продажа крестьянами Фадеевым с сотоварищи из д. Шликин-наволока. Извоз на лодках и на лошадях.
В XVII — начале XX веках развито было земледелие, скотоводство, рыболовство. С 1934 года в Заозерье были организованы несколько небольших колхозов. Позднее — с 1961 года племенной птицесовхоз «Заозерский», в 1990-х годах ликвидирован.
С 1834 года появилась церковно-приходская школа при церкви в Соломенском погосте, где обучались дети прихода (крестьяне заозерья), в 1875 году открыто земское училище имени купца Ильи Громова, где обучались дети крестьян и рабочих Заозерского мирского общества, и кроме того, с 1894 года (здание построено в 1936 году) в селе появилась церковно-приходская Лехнаволокская школа, с 1918 года ставшая государственной (с 1991 года — средняя); было и Логморучьевское училище в 1918—1940-х годах.
Крестьянин деревни Лехнаволок Константин Харлашкин, герой Первой мировой войны, рядовой, был награждён военным орденом Святого Георгия 4-й степени.
В послевоенное время в затоне Тихий наволок действовала судоверфь, занимавшаяся ремонтов парового и моторного флота треста "Кареллесосплав".

## Население
| 2002 | 2009  | 2010  | 2013  |
| ---- | ----- | ----- | ----- |
| 1188 | ↗1199 | ↗1337 | ↘1308 |

## Улицы Заозерья
Заозерье включает в себя несколько бывших деревень — Тихий Наволок, Лехнаволок, Логморучей, Судострой, Конаши, Щелейки, Шликин Наволок, Руднаволок.
- Береговая улица
- Береговой переулок
- Заозерская улица
- Комсомольская улица
- Зеленая улица
- Лесная улица
- Лехнаволокская улица
- Логморучейная улица
- Наволокская улица
- Новоручейная улица
- Островная улица
- Пиньгубская улица
- Полевая улица
- Родниковая улица
- Сельский переулок
- Судостроительная улица
- Тихонаволокская улица
- Центральная улица
- Ялгубское шоссе

## Достопримечательности
- Памятники архитектуры — дома XIX века[10].
- Мемориал жителям Заозерья, погибшим в годы Великой Отечественной войны.
- Часовня в д. Логморучей.